# 欧洲之翼航空

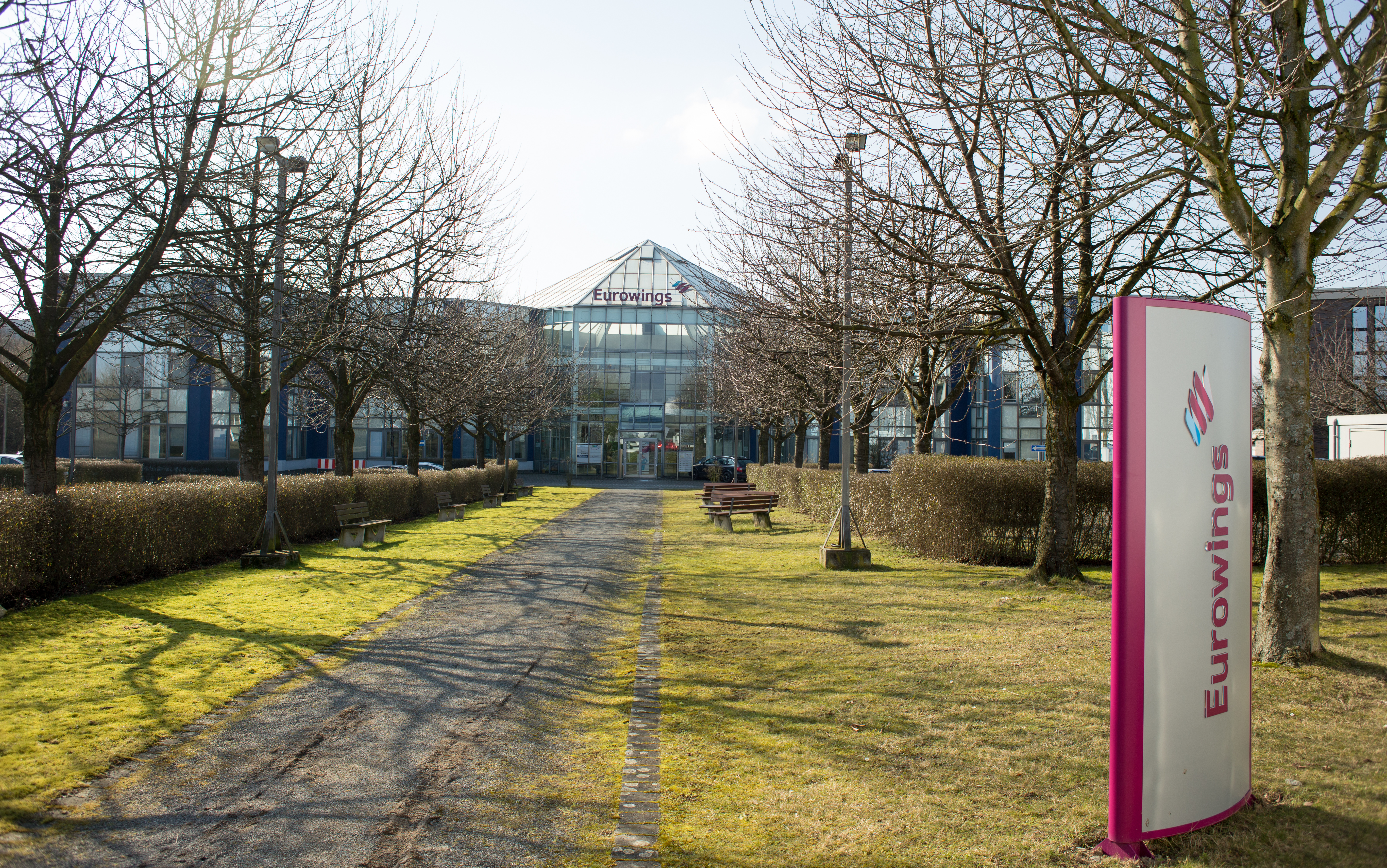
歐洲之翼航空總部

歐洲之翼航空是一間德國航空公司，總部設於杜塞爾多夫，為漢莎航空集團的子公司。歐洲之翼航空以柏林勃蘭登堡機場、科隆/波恩機場、杜塞爾多夫機場、漢堡機場、漢諾威機場、慕尼黑機場、紐倫堡機場、斯圖加特機場、馬略卡島帕爾馬機場、普里什蒂納國際機場、薩爾茨堡機場和維也納國際機場作為營運基地，經營航班往德國國內及歐洲地區。
歐洲之翼航空於2014年10月前曾是漢莎區域航空的組成部分，但漢莎航空於2015年將歐洲之翼重新發展成一間經營短途及長途航班的低成本航空公司，並於2015年10月起開始將德國之翼航空的品牌整合為歐洲之翼。

## 歷史

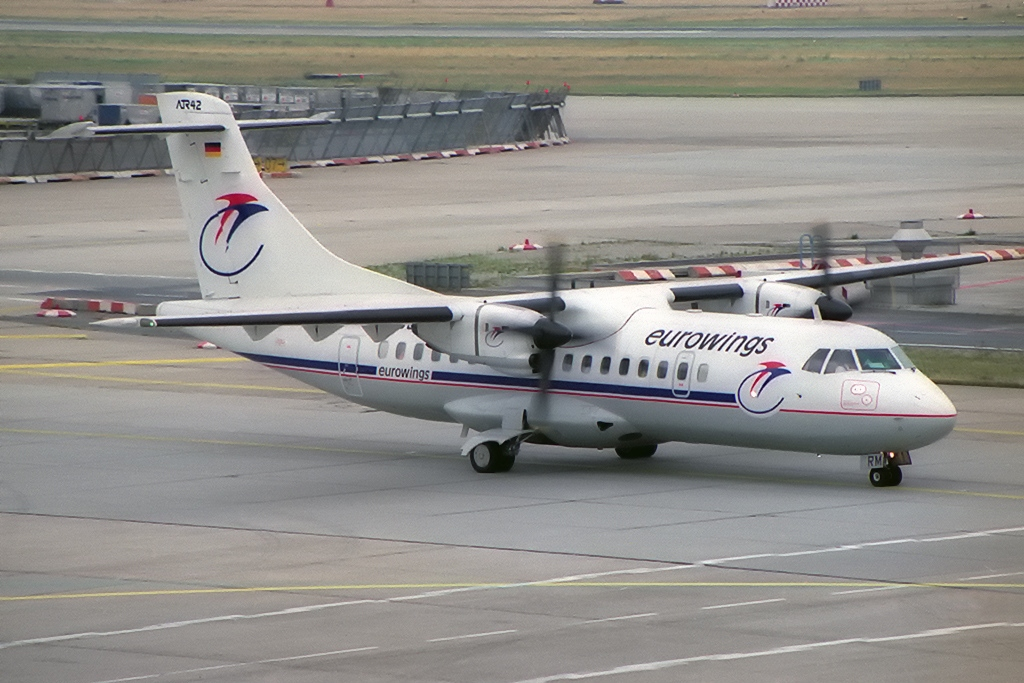
歐洲之翼的一架舊塗裝ATR 42-300

歐洲之翼航空成立於1993年2月1日，由以紐倫堡為基地的Nürnberger Flugdienst和以多蒙特為基地的Reise- und Industrieflug兩間支線航空公司合併而成。於1994年1月1日起開始營運，機隊初期由ATR 42和ATR 72組成。其後BAe 146、空中巴士A320系列及一架空中巴士A310客機亦相繼加入機隊。
2001年，漢莎航空購入歐洲之翼24.9%的股份，並於2004年增持至49%。2005年12月22日，漢莎航空與單一大股東 Albrecht Knauf 達成協議，再獲得額外1.0001%的股份，並擁有歐洲之翼的控制權。歐洲之翼的區域航空服務將以漢莎航班的名義銷售，並且將大多數飛機塗上漢莎區域航空的塗裝。「歐洲之翼」的品牌將逐漸淡出市場。

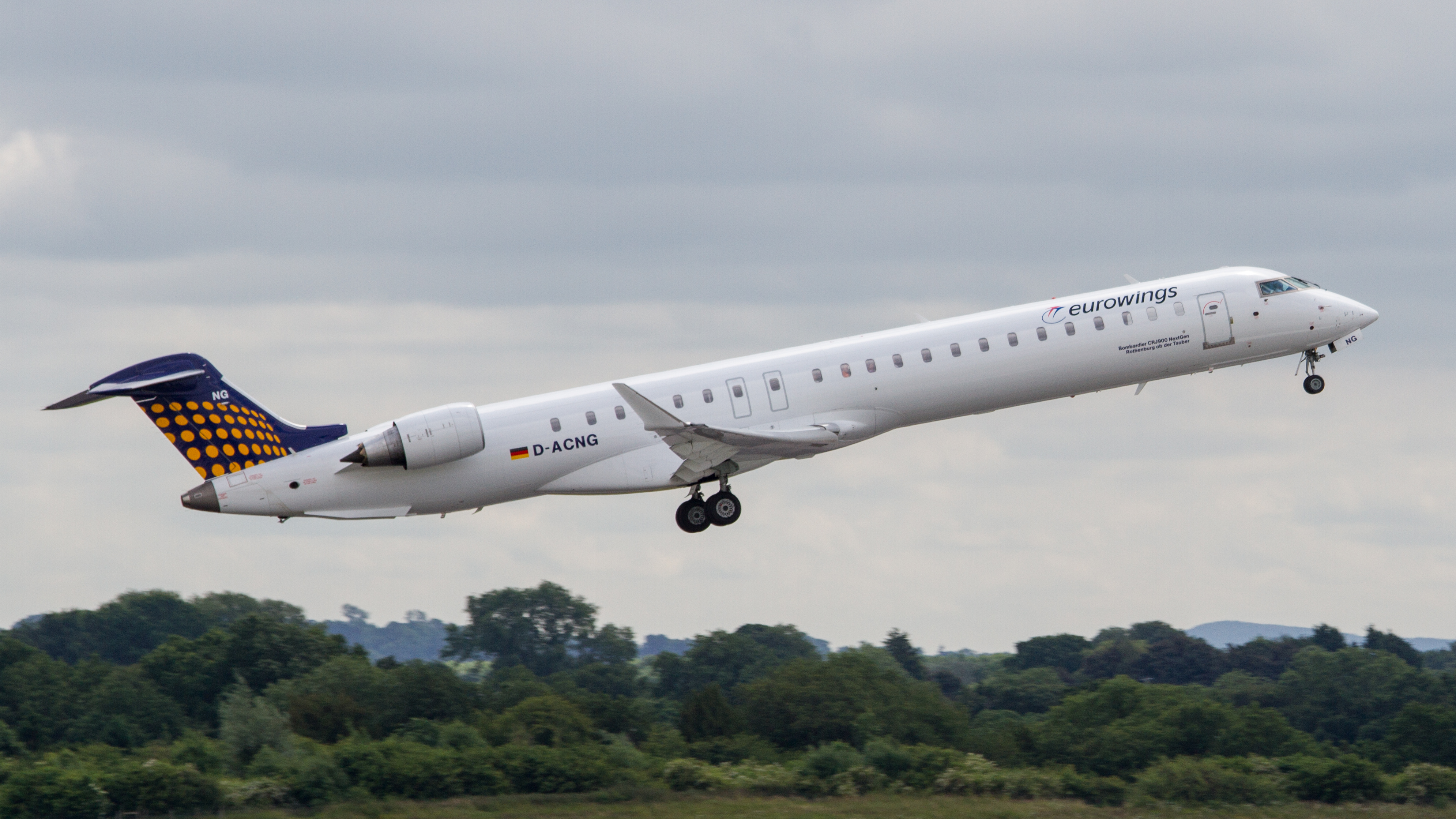
歐洲之翼曾是漢莎區域航空的組成部分直至2014年10月

於1997年成立的德國之翼航空曾是歐洲之翼旗下的廉價航空公司，而於2008年曾有計劃將歐洲之翼、德國之翼以及途易航空合併為一間獨立的聯合控股公司，但計劃最終告吹，而歐洲之翼於2009年1月1日將德國之翼出售給漢莎航空。
2010年1月，歐洲之翼宣布出於經濟原因將逐步淘汰所有龐巴迪CRJ200和CRJ700客機，令機隊數量減少一半。2010年9月，歐洲之翼將原先設於多蒙特的總部及技術設施遷往杜塞爾多夫，其設於紐倫堡機場的維修部門亦於2011年3月關閉。
2011年8月13日起，漢莎航空持有歐洲之翼100%的股份。2014年7月，漢莎航空集團宣布歐洲之翼的23架龐巴迪CRJ900將以新訂購的23架空中巴士A320取代。漢莎航空亦宣布歐洲之翼將於2015年年末發展成經營短途及長途航班的低成本航空公司。
2015年1月20日，歐洲之翼接收首架空中巴士A320，並於2月1日開始投入營運，該A320披上歐洲之翼的新塗裝。所有A320皆以德國之翼的名義營運，直至於2015年年底歐洲之翼正式成為漢莎航空旗下的廉航品牌。此外，漢莎航空集團於2015年2月宣布德國太陽快運航空將於2015年11月起負責營運歐洲之翼的長途航班，因此太陽快運航空會接收租借的空中巴士A330-200。
歐洲之翼宣布在維也納國際機場設立首個德國以外的營運基地，而派駐當地的飛機計劃由奧地利航空以歐洲之翼的名義營運。2015年6月，漢莎航空集團宣布為基地設於維也納的歐洲之翼申請額外的航空營運人許可證，並將在當地營運的歐洲之翼稱為歐羅巴歐洲之翼航空（Eurowings Europe）。2015年10月2日，漢莎航空宣布更改在維也納的營運計劃，當地的航班不會由奧地利航空營運，改由歐羅巴歐洲之翼航空營運。
2015年10月，歐洲之翼接辦德國之翼的55條航線，再於2016年4月接辦一些航線。
2016年8月，歐洲之翼宣布停辦波士頓及杜拜長途航線，其後再宣布停辦莫斯科航線。歐洲之翼亦於同月宣布將在薩爾茨堡機場開設第二個奧地利營運基地，於2017年1月起提供航班往6個歐洲城市。
2016年12月，柏林航空指將會於2017年2月起濕租33架空中巴士A319及A320予歐洲之翼，為期六年，而歐洲之翼會將德國之翼較舊的A320退役。
2018年2月，歐洲之翼宣布於同年10月尾前將所有科隆/波恩機場的長途航班移至杜塞爾多夫機場營運，令杜塞爾多夫及慕尼黑機場成為長途航班的營運基地。
2019年6月，漢莎航空集團宣布歐洲之翼不會再經營長途航班，只經營短途航班，所有長途航班改由集團旗下的漢莎航空、布魯塞爾航空、奧地利航空和瑞士國際航空營運。

## 航點及代碼共享

### 代碼共享
歐洲之翼與以下航空公司實行代碼共享：
- 加拿大航空（星空聯盟）
- 全日空（星空聯盟）
- 奧地利航空（星空聯盟）
- 布魯塞爾航空（星空聯盟）
- 漢莎航空（星空聯盟）
- 新加坡航空（星空聯盟）
- 瑞士國際航空（星空聯盟）
- 德國途易航空
- 聯合航空（星空聯盟）

## 機隊

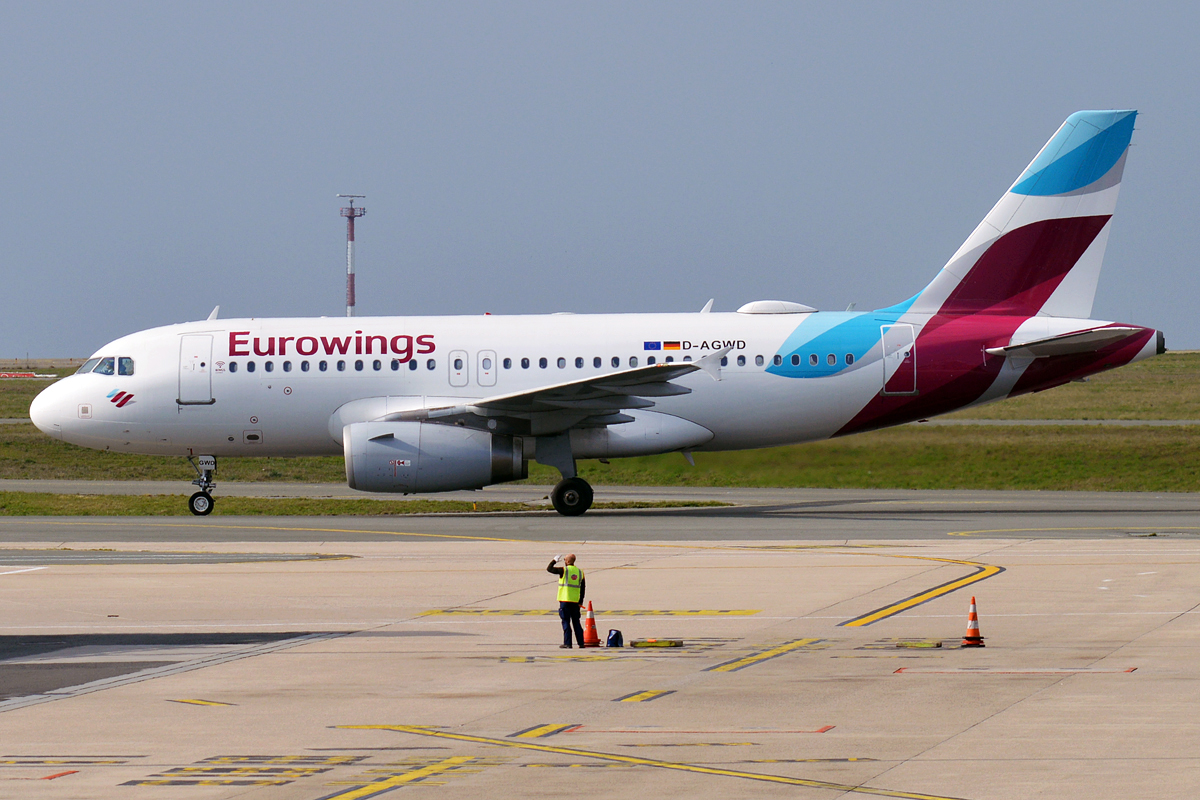
空中巴士A319

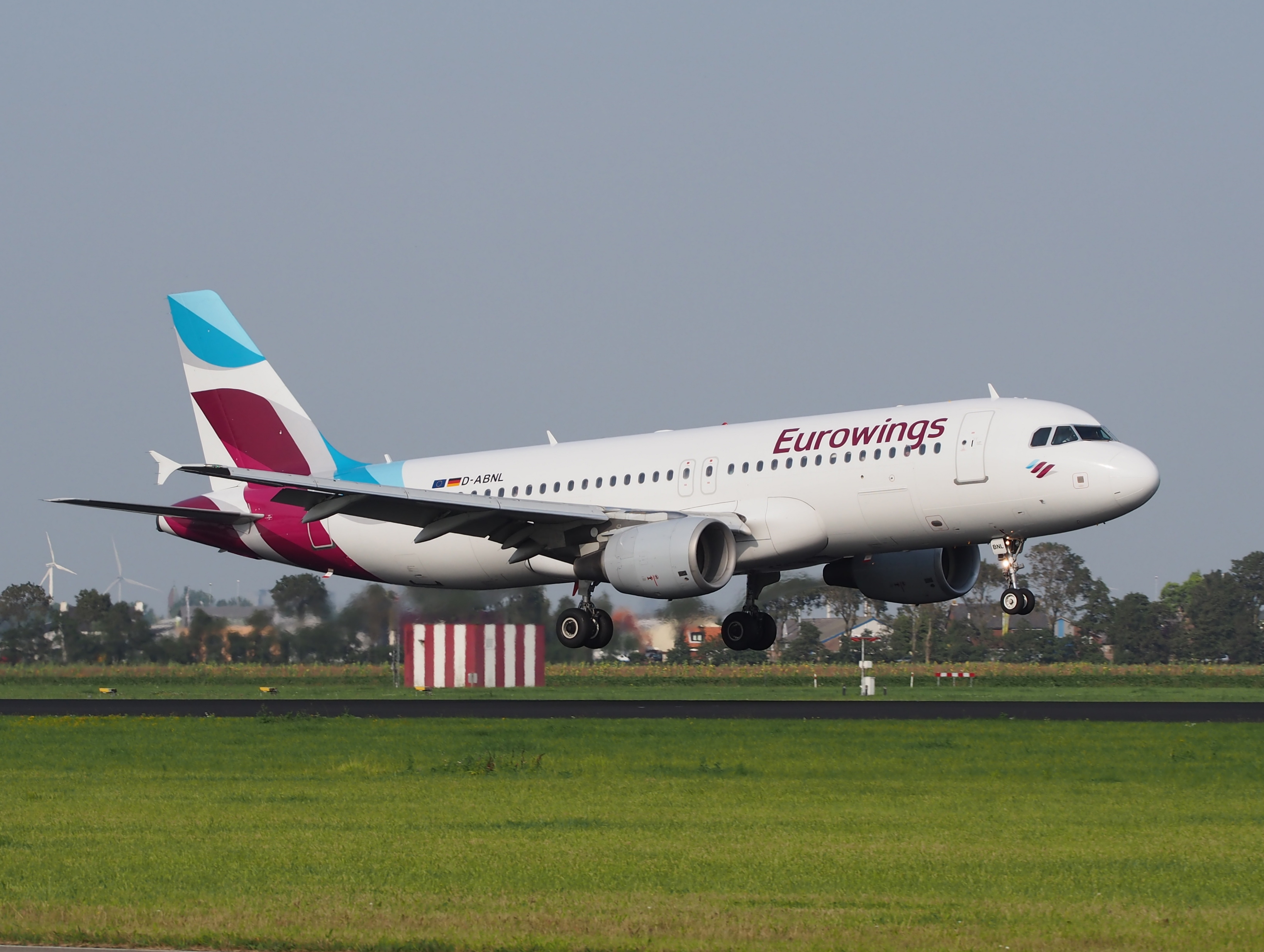
空中巴士A320

### 現役機隊
截至2021年1月，歐洲之翼機隊（包括歐羅巴歐洲之翼航空）由以下飛機組成，平均機齡為11.5年：
| 機型             | 數量 | 已訂購 | 載客量 | 載客量 | 載客量 | 載客量 | 載客量 | 備註                     |
| 機型             | 數量 | 已訂購 | B      | W      | E+     | E      | 總計   | 備註                     |
| ---------------- | ---- | ------ | ------ | ------ | ------ | ------ | ------ | ------------------------ |
| 空中巴士A319-100 | 34   | —      | 12     | —      | 42     | 90     | 144    |                          |
| 空中巴士A319-100 | 34   | —      | 12     | —      | 42     | 96     | 150    |                          |
| 空中巴士A320-200 | 50   | —      | 12     | —      | 50     | 108    | 170    |                          |
| 空中巴士A320neo  | —    | 20     | TBA    | TBA    | TBA    | TBA    | TBA    | 將於2021至2022年接收     |
| 空中巴士A321-200 | 4    | —      | 12     | —      | 34     | 148    | 194    |                          |
| 被濕租飛機       |      |        |        |        |        |        |        |                          |
| 空中巴士A319-100 | 6    | —      | 12     | —      | 42     | 96     | 150    | 由歐羅巴歐洲之翼航空營運 |
| 空中巴士A320-200 | 6    | —      | 12     | —      | 50     | 108    | 174    | 由歐羅巴歐洲之翼航空營運 |
| 空中巴士A330-300 | 4    | —      | 30     | 28     | 27     | 198    | 283    | 由布魯塞爾航空營運       |
| 總數             | 101  | 20     |        |        |        |        |        |                          |

### 已退役機型

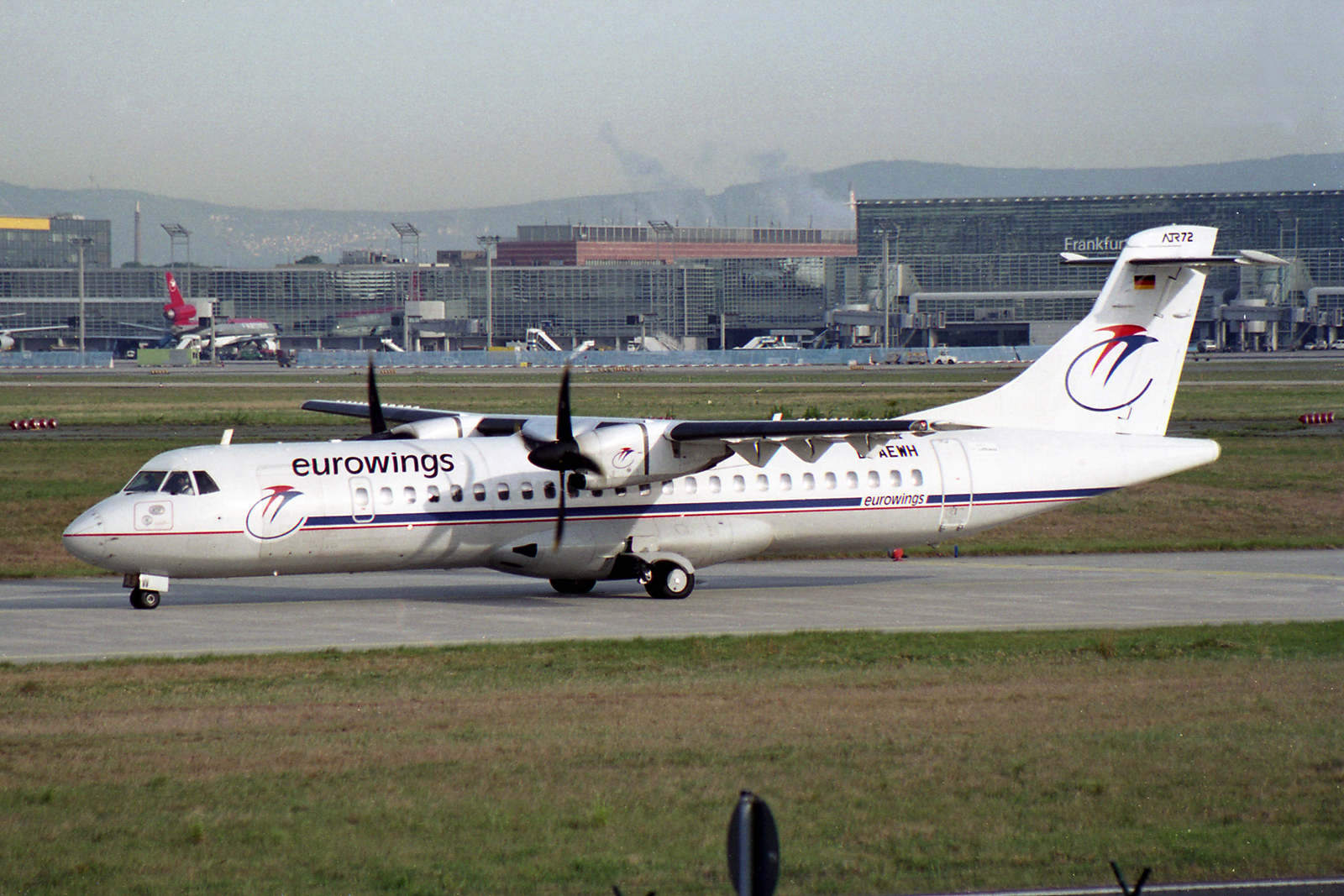
已退役的ATR 72-200

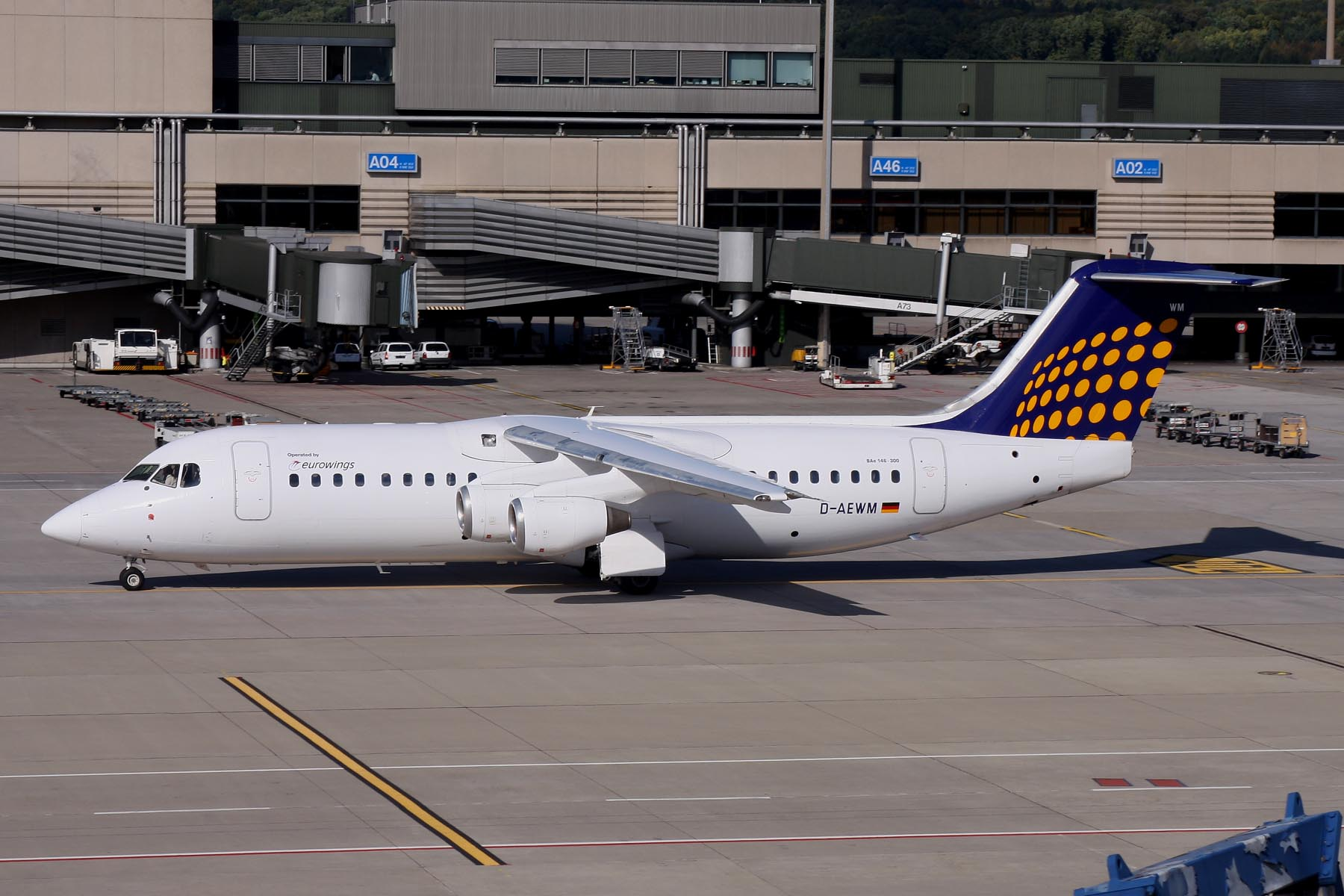
已退役的BAe 146-300

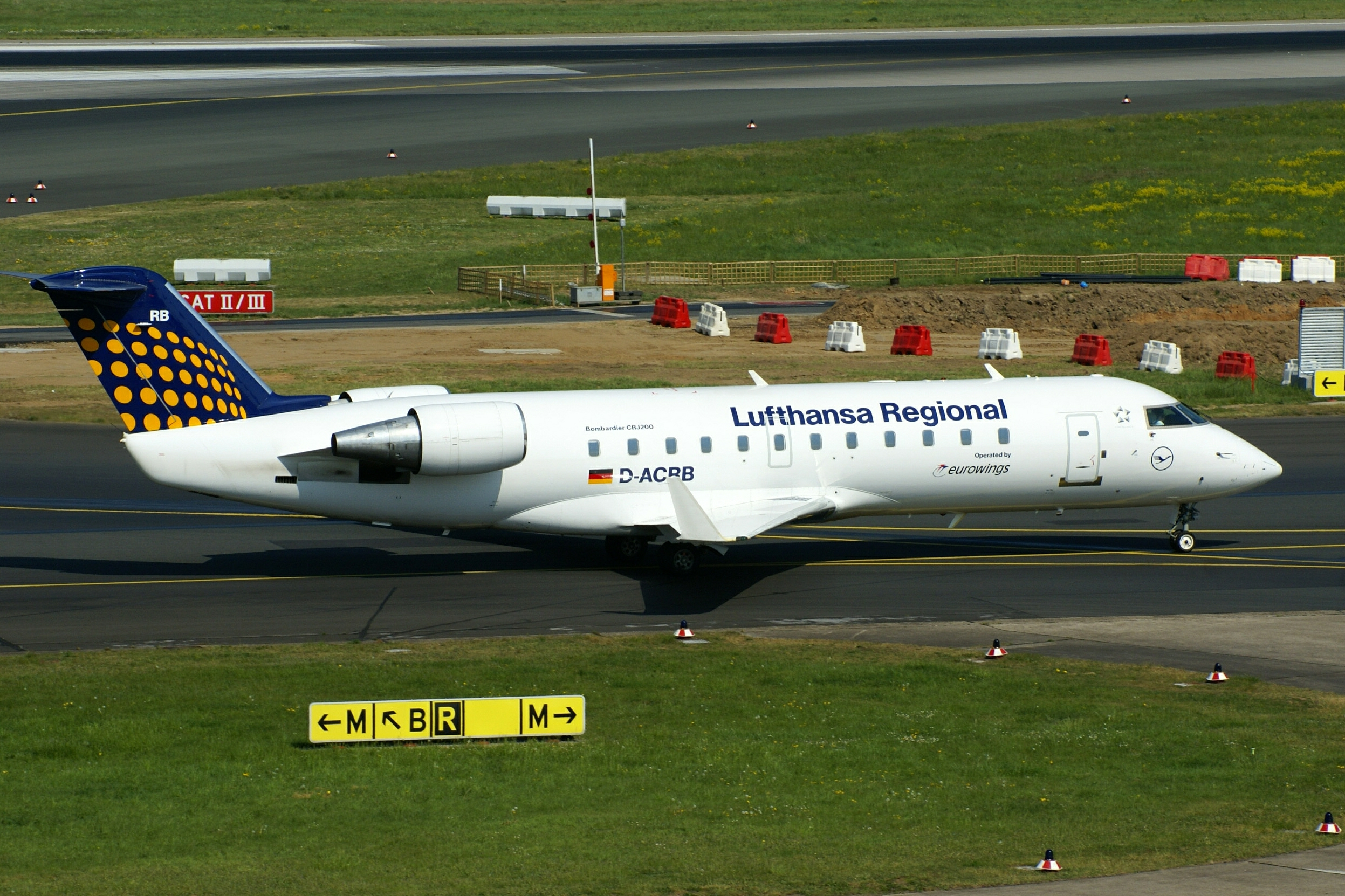
已退役的龐巴迪CRJ200

| 機型             | 數量 | 引入年份 | 退役年份 | 備註                               |
| ---------------- | ---- | -------- | -------- | ---------------------------------- |
| 空中巴士A310     | 1    | 1994     | 1995     |                                    |
| 空中巴士A340-300 | 2    | 2018     | 2019     | 由布魯塞爾航空營運並轉移至漢莎航空 |
| ATR 42           | 29   | 1994     | 2005     |                                    |
| ATR 72           | 16   | 1994     | 2006     |                                    |
| 英國宇航 BAe 146 | 18   | 1994     | 2010     |                                    |
| 波音737-300      | 2    | 2001     | 2003     |                                    |
| 波音737-800      | 2    | 2016     | 2017     | 由德國太陽快運航空營運             |
| 波音767-300ER    | 1    | 2017     | 2018     | 由德國途易航空營運                 |
| 波音767-300ER    | 1    | 2017     | 2018     | 由瑞士私人航空營運                 |
| 龐巴迪CRJ100     | 4    | 2001     | 2004     |                                    |
| 龐巴迪CRJ200     | 11   | 2001     | 2011     |                                    |
| 龐巴迪CRJ200     | 8    | 2001     | 2011     | 轉移至亞馬爾航空                   |
| 龐巴迪CRJ700     | 2    | 2007     | 2011     | 轉移至漢莎城際航空                 |
| 龐巴迪CRJ900     | 23   | 2009     | 2017     | 轉移至漢莎城際航空                 |
| 龐巴迪Dash 8-400 | 19   | 2018     | 2020     | 由German Airways營運               |
| 多尼爾328        | 1    | 1997     | 1998     |                                    |

## 事故
1998年2月22日于当地时间19点28分，一架欧洲之翼的ATR72型飞机（注册号D-ANFA）在法兰克福机场计划执行飞往柏林滕珀尔霍夫机场的定期航班，飞机在滑行途中被一架图波列夫图-154的尾流迸发击中。ATR的前起落架被抬升至少1米，并在回撞地面时严重损毁。这次事故的原因是由于欧洲之翼飞行员错误理解航空管制命令，开始在跑道上滑行，并一直处于图-154的身后而造成。

## 外部連結
- 歐洲之翼官方網站 （页面存档备份，存于）